# متسختا
مْتْسْخِتا (به گرجی: მცხეთა) پایتخت پیشین پادشاهی تاریخی گرجستان شرقی، در ایالت شیدا کارتلی واقع شده‌است. متسختا از شهرهای قدیمی گرجستان است. بنای آن در نیمهٔ دوم هزارهٔ اول پیش از میلاد عیسی مسیح نهاده شده‌است.

## موقعیت
اکنون این شهر در نوار باریکی در طول ساحل رود متکواری و آراگوی کشیده شده و تقریباً به طول کامل توسط کوهستان‌ها، احاطه شده‌است. در دوره‌های گذشته این شهر به استحکامات و ساختمان‌های پیوسته‌ای متصل بود که تا دامنهٔ کوه‌های اطراف کشیده می‌شد و بر روی هم با پایتخت، مرکز دولتی بزرگی را تشکیل می‌دادند.

## تاریخ و معماری

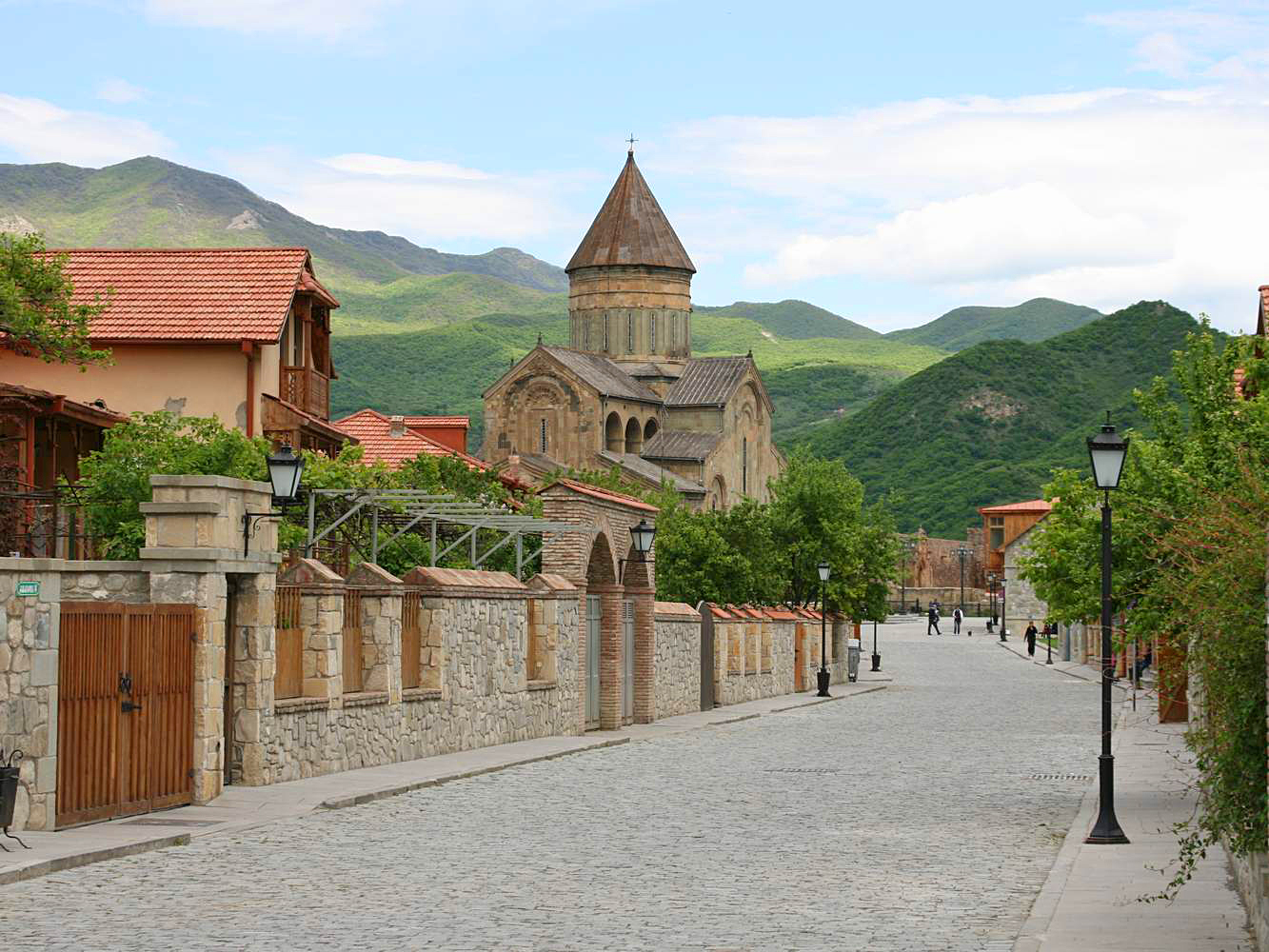

دورهٔ رشد متسختا از قرن‌های اولیهٔ عصر مسیحیت آغاز و تا قرن ششم میلادی ادامه یافته‌است. پس از انتقال پایتخت به تفلیس در قرن ۶ میلادی، متسختا با کلیساهای متعدد و کلیساهای جامعی که بعدها در آنجا ساخته می‌شود، به عنوان مرکز دینی کشور باقی می‌ماند.

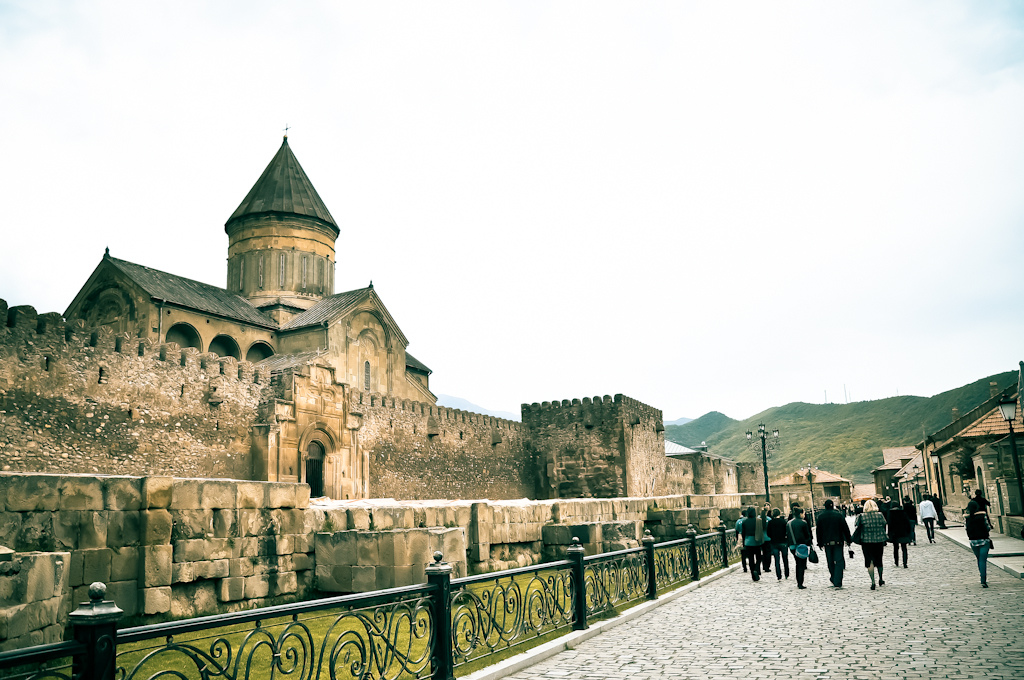

متسختای امروز با آثار معماری و باستانی ارزشمند خود همچون یک موزه است. کاوش‌هایی که در شهر و پیرامون آن صورت گرفته آثار ارزشمندی از نمونه‌های فرهنگ مادی هزارهٔ اول پیش از میلاد حضرت عیسی (ع) تا قرن‌های ۱ تا ۶ میلادی را در بر می‌گیرد.
بررسی محل‌ها، ساختمان‌های مسکونی و بناهای مربوط به آن و همچنین ظروف متعدد خانگی و جواهرات، نشان دهندهٔ شکوفایی تاریخ تمدن شهر است. متسختا همچنین به عنوان یکی از مراکز مهم آثار معماری باستانی گرجستان شناخته می‌شود. هنگام ورود به شهر از شمال از طریق جاده یا از غرب از طریق راه آهن، معبد جواری که در بالای صخره‌ای کوهستانی که درست در روبه روی بلوک هی مسکونی در محل تلاقی دو رود قرار دارد خود نمایی می‌کند. معبد جواری یکی از ارزشمندترین آثار معماری باستانی گرجستان است (۶۴ تا ۵۸۵ میلادی). این بنا قدیمی‌ترین نمونهٔ ساختمان‌های گنبدی است. ساختمان صومعه چنان به نظر می‌رسد که از درون صخره، به سوی قلهٔ مخروطی آن بیرون آمده است. جواری به ویژه هنگام شب در زیر تابش نورافکن‌ها زیباتر دیده می‌شود.

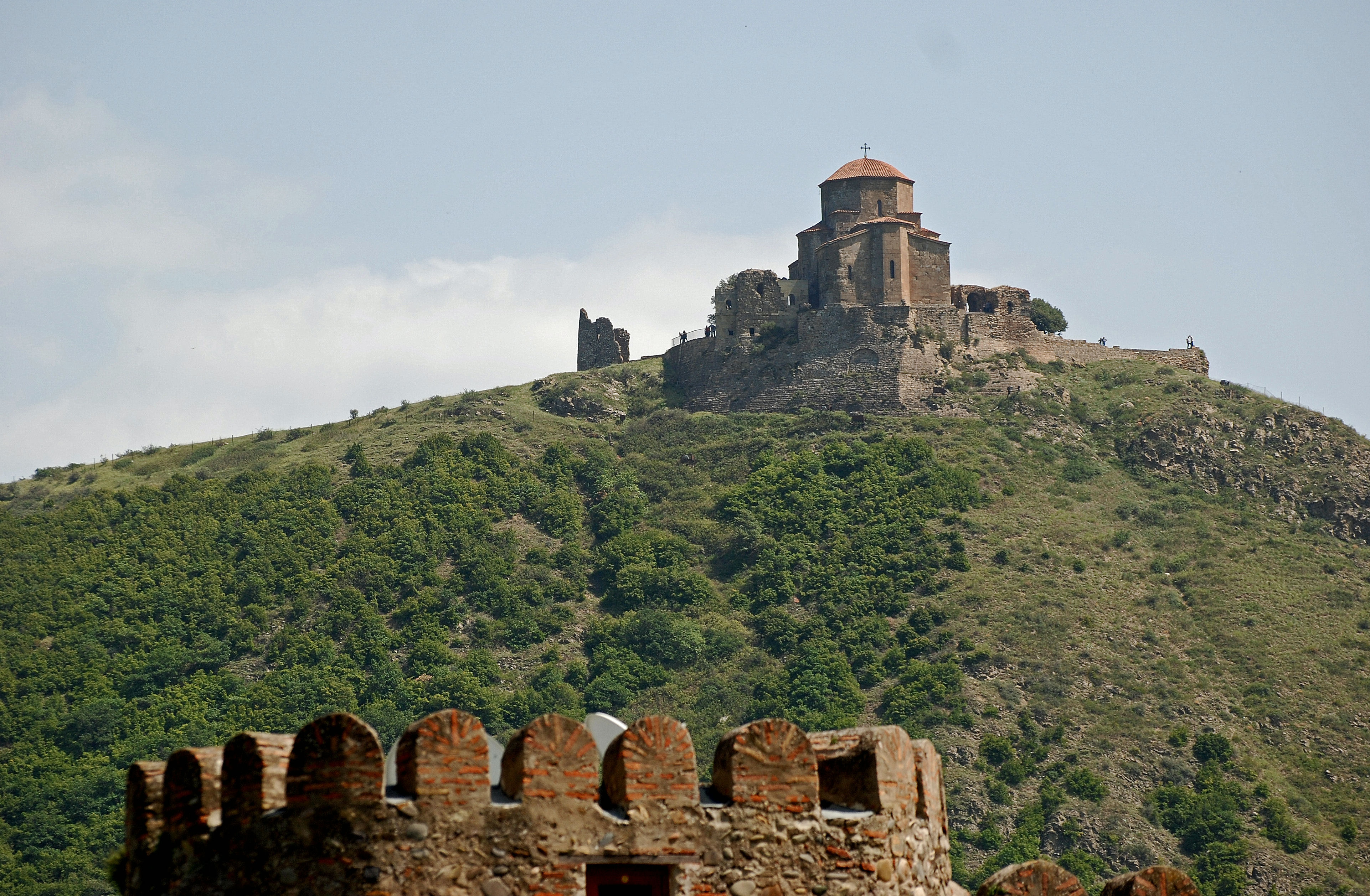

درست در مرکز متسختا، کلیسای جامع «سوِتیتسخُوِلی» قرار دارد که در آغاز سدهٔ ۱۱ میلادی توسط معمار گرجی، آرساکیدزه ساخته شده‌است. این بنای عظیم به سبب معماری بسیار زیبا و ارزشمند خود و ترکیب قطعات حجاری‌های هنرمندانه روی سنگ قابل توجه بسیار است.

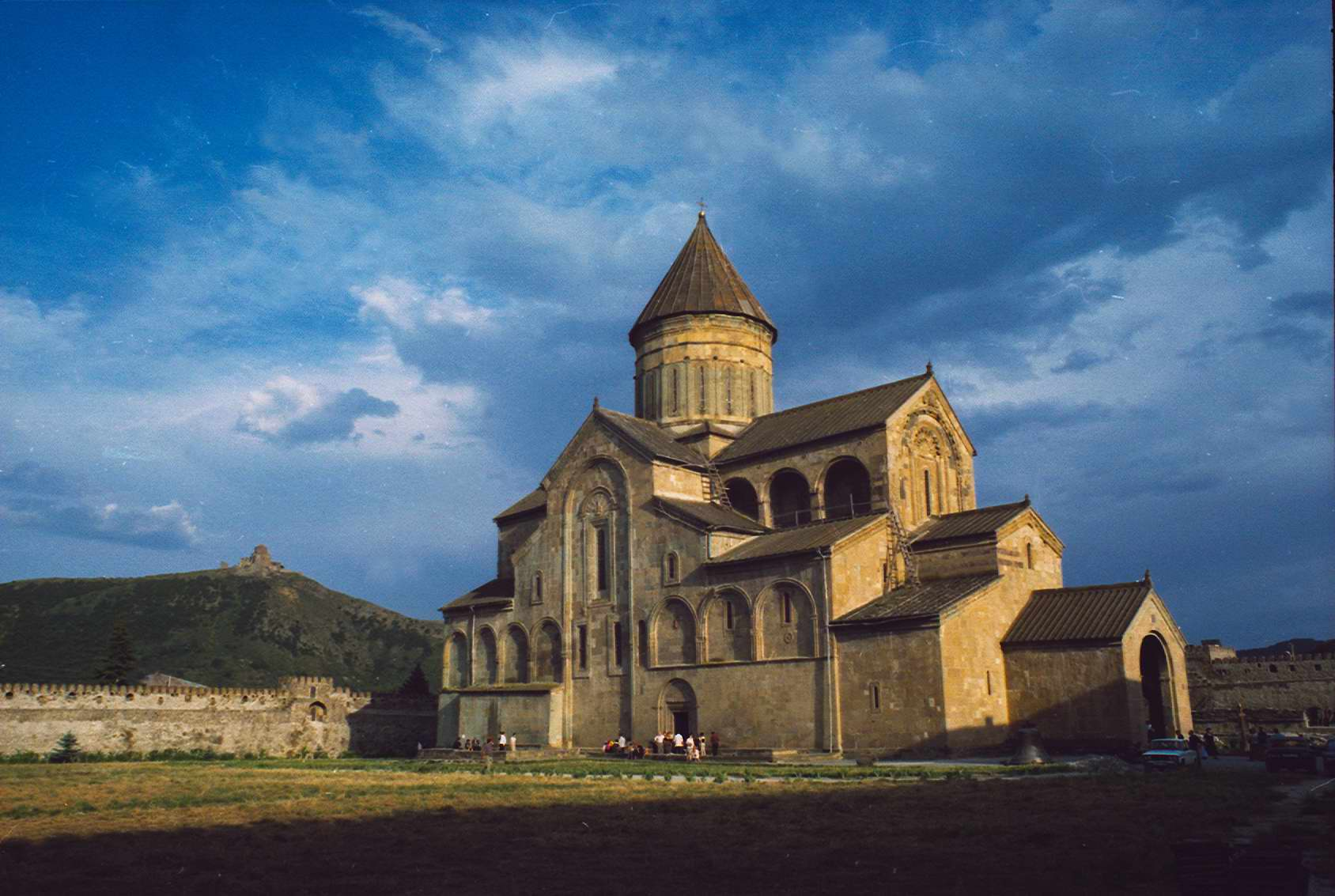

در فاصلهٔ کمی از کلیسای سوتیتسخوولی، صومعهٔ سامتاورو، یکی دیگر از نمونه‌های برجستهٔ معماری همان عصر قرار دارد. هنگام نزدیک شدن به مستختا در طول جادهٔ نظامی گرجستان ستون سنگی بلندی در ساحل رو به روی آراگوی، در سمت چپ قرار دارد. این ستون یادبود در محل مرگ ایلیا چاوچاوادزه، مشهورترین نویسنده و اندیشمند گرجستان سربرافراشته است. جمعیت این شهر در سال ۲۰۰۶ برابر با ۱۹۴۲۳ تن بوده‌است.

## صنایع و اقتصاد
ترکیب اصلی اقتصادی این منطقه کشاورزی، باغداری و پرورش گوسفند می‌باشد که این فعالیت آخر، در مناطق مرتفع تیانتی، توشِتی و کازبگی صورت می‌گیرد. جاده‌های نظامی گرجستان از این منطقه یعنی از میان تفلیس و مرز با فدراسیون روسیه می‌گذرد. این منطقه با توجه به بسته بود مسیر آبخازیا مهم‌ترین کانال تردد جاده‌ای گرجستان و روسیه می‌باشد.
بیشترین صنایع این منطقه در متسختا و توشتی قرار دارد. ضمن اینکه پیست‌های اسکی در بخش گودائوری این منطقه واقع می‌باشد. نرخ بیکاری در این منطقه ۶ درصد گزارش شده‌است.